# Luzia Moldenhauer
Luzia Moldenhauer (* 20. Februar 1959 in Würselen) ist eine deutsche Politikerin (SPD). Von 2014 bis 2017 und von 2021 bis 2022 war sie Mitglied des Niedersächsischen Landtages.

## Leben
Luzia Moldenhauer ist mit drei Geschwistern in Baesweiler aufgewachsen und erreichte 1978 am Bischöfliches Gymnasium St. Ursula in Geilenkirchen das Abitur. 1989 zog sie nach Bassum und arbeitete vor ihrem Einzug in den Landtag als freie Mitarbeiterin für verschiedene Zeitungen und als freie Dozentin.

## Politik
Seit 1995 ist Moldenhauer Mitglied des Rates der Stadt Bassum und war zwischen 2000 und 2014 stellvertretende Bürgermeisterin. Moldenhauer ist seit 2021 Ratsvorsitzende in der Stadt Bassum. Von 2003 bis 2021 war sie Mitglied des Diepholzer Kreistags. Zur Kommunalwahl 2021 trat sie nicht mehr als Kandidatin für den Kreistag an, ihr folgte Jonathan Kolschen als Kreistagsmitglied für die SPD aus Bassum.  Von 2011 bis 2016 war sie Mitglied des Kreisausschusses.
Moldenhauer war 2006 Bürgermeisterkandidatin der SPD in Bassum, unterlag allerdings dem Amtsinhaber Wilhelm Bäker.
Bei den Landtagswahlen 2013 und 2017 kandidierte sie im Wahlkreis Syke, den jedoch jeweils Volker Meyer (CDU) gewann. In beiden Wahlperioden rückte sie über den Landeswahlvorschlag in den Landtag nach: am 22. Oktober 2014 für Jürgen Krogmann, der zum Oberbürgermeister der Stadt Oldenburg gewählt worden war, am 9. November 2021 für Volker Senftleben, der Samtgemeindebürgermeister der Samtgemeinde Leinebergland geworden war. Zur Landtagswahl 2022 trat sie als Kandidatin nicht wieder an, den Wahlkreis konnte ihr Nachfolger Dennis True direkt für die SPD gewinnen.

## Werke
- Frauen in Konzentrationslagern: Konzept eines Führungstages unter geschlechtsspezifischem Aspekt in der Gedenkstätte Bergen-Belsen. BIS-Vlg, 2006, ISBN 978-3-8142-2028-4 (zusammen mit Annika Freundt und Karin Baumann).
- Das Parteibuch. einSatz für die SPD in Bassum. Books on Demand, 2010, ISBN 978-3-8391-1165-9 (Herausgeberin).
- Begründungen suchen. Philosophisches Denken und politisches Handeln. Books on Demand, 2012, ISBN 978-3-8448-1980-9 (zusammen mit Christoph Lanzendörfer).